# Paulo Torres Gonçalves
Paulo Torres Gonçalves (28 de dezembro de 1949, Rio de Janeiro - ?), nascido em 28 de dezembro de 1949, no Rio de Janeiro, foi estudante secundarista , funcionário do Ibope e militante durante o período da Ditadura Militar brasileira - não há registros das organizações das quais participava. O jovem foi dado como desaparecido no dia 26 de março de 1969 após ser preso pela Delegacia de Ordem Política e Civil do Estado da Guanabara (DOPS/GB). As circunstâncias e desenrolares do seu desaparecimento foram objetos de estudo realizado pela Comissão da Verdade.
Recentemente, no dia 9 de dezembro de 2014, a Comissão da Verdade descobriu e anunciou que Paulo Torres Gonçalves fora enterrado no período da Ditadura como indigente - no registro de morte do estudante constavam as digitais de pessoas ainda não identificadas. Segundo os relatórios da comissão, Paulo foi enterrado no cemitério de Cacuia, na Ilha do Governador (RJ), em 16 de abril de 1969. Mas ainda não se sabe sobre as circunstâncias de sua morte.

## Biografia
Paulo Torres Gonçalves nasceu em 28 de dezembro de 1949, filho de Miracy Torres Gonçalves e e Paulo Fernandes Gonçalves. Residia na cidade do Rio de Janeiro e era estudante - segundo a Secretaria de Direitos Humanos, era aluno de um curso científico do Colégio Profissional Ferreira Viana, no Maracanã. Segundo dados de laudos oficiais de necropapiloscopia analisados pela Comissão da Verdade, Paulo era identificado pelas características de um "homem pardo de aproximadamente 20 anos e 168 cm de altura".
O estudante foi preso no dia 26 de março de 1969, após sair de sua casa para ir ao colégio. Seus pais foram os responsáveis pela denúncia do desaparecimento do filho, e ficaram cerca de um mês sem receber notícias, ainda que procurando informações sobre Paulo em delegacias, hospitais e IML (Instituto Médico Legal) do Rio de Janeiro. A primeira informação - de que Paulo foi levado pelo DOPS - , também confirmada por investigações da Comissão da Verdade, chegou por meio de um vizinho, que era sargento da Aeronáutica, que revelou que o militante teria sido preso pela Delegacia de Ordem Política e Civil (DOPS) da Guanabara, logo após teria sido encaminhado para a Marinha e depois teria sido libertado. Os pais revelaram que, pouco tempo depois do desaparecimento de Paulo, começaram a ser seguidos por pessoas desconhecidas e desconfiavam que seu telefone havia sido grampeado. Os pais ainda chegaram a procurar o Instituto de Identificação Félix Pacheco solicitando a ficha datiloscópica, mas nunca conseguiram.
Os documentos oficiais da Ditadura, e analisados pela Comissão da Verdade, afirmam que Paulo foi preso por motivo de "subversão". Segundo investigações da Secretaria de Direitos Humanos, em 1971, seus pais teriam recebido a notícia de que Paulo foi morto por afogamento, porém, o cadáver que foi analisado não tinha compatibilidade nem com as características físicas de Paulo.

## Investigação
Paulo Torres Gonçalves é um dos mortos e desaparecidos na Ditadura Militar brasileira que é investigado e estudado pela Comissão Nacional da Verdade. Graças a essas investigações, a Comissão da Verdade descobriu que Paulo fora enterrado como indigente em 1969. Seu corpo foi encontrado no cemitério da Cacuia, no Rio de Janeiro, em 2014.

### Prisão e desaparecimento
Preso em 26 de março de 1969, logo após ter saído de casa para ir ao colégio, Paulo foi levado pelo DOPS, e, logo depois, foi encaminhado para a Marinha - essa informação foi confirmada graças a um documento do Centro de Informações do Exército (CIE) encontrado no Arquivo Nacional do Rio de Janeiro, de 14 de outubro de 1969. O documento foi encontrado pelo grupo carioca Tortura Nunca Mais e confirma a informação de que Paulo foi preso pelo DOPS, encaminhado para a Marinha.
O documento ainda revela que, por motivos desconhecidos, Paulo poderia estar detido no Presídio Tiradentes ou no Presídio Novo, ambos em São Paulo. Neste documento ainda consta a informação que Paulo teria sido preso por "subversão". Segundo dados da Secretaria de Direitos Humanos, um detento de Ilha Grande teria mandado uma carta aos pais dizendo que teria estado com Paulo Torres Gonçalves no Presídio Tiradentes, em São Paulo, e que encontrou o jovem "desmemoriado".

### Circunstâncias da morte
Pesquisas da Comissão da Verdade em fichas datiloscópicas de pessoas enterradas como indigentes, como foi o caso de Paulo Torres Gonçalves, realizadas no Instituto de Identificação Félix Pacheco e no Instituto Médico Legal (IML) do Rio de Janeiro, encontraram um documento de necropapiloscopia, que identificou as digitais de Paulo Torres Gonçalves como sendo as de um homem que foi enterrado como indigente.  O corpo foi sepultado no cemitério da Cacuia, na Ilha do Governador, no Rio de Janeiro, em 16 de abril de 1969 - o corpo de Paulo foi encontrado em 2014 graças aos trabalhos da Comissão da Verdade.
As digitais de Paulo Torres Gonçalves eram compatíveis com a de um homem que deu entrada no Instituto Médico Legal (IML) do Rio de Janeiro no dia 28 de março de 1969. O laudo realizado no corpo, assinado em 29 de março de 1969, descrevia "um homem pardo, de aproximadamente 20 anos e com 168 cm de altura, morto por afogamento".

### Conclusão da Comissão da Verdade
O descobrimento do corpo de Paulo Torres Gonçalves no cemitério da Cacuia, no Rio de Janeiro, se deu graças as investigações da Comissão da Verdade - a noticia veio a público em dezembro de 2014. A hipótese levantada pelo órgão é a de que, na hora da realização do laudo, haveriam trocado o corpo e, não feito a autópsia no corpo de Paulo Torres Gonçalves, mas sim  no corpo de outro homem - propositalmente, assim, não se teria certeza sobre as circunstâncias e os motivos de sua morte.
O corpo sepultado que foi atribuído a Paulo Torres Gonçalves foi vítima de afogamento. Mas, até hoje não se sabe a verdadeira causa da morte do estudante secundarista.

## Homenagens
Paulo Torres Gonçalves é o nome de uma das placas da Sala de Humanidades inauguradas na Escola Técnica Ferreira Viana, antigo colégio do estudante secundarista. A placa foi inaugurada na comemoração dos 130 anos escola, em uma mesa que discutia o AI-5.